# John Lavery
Pour les articles homonymes, voir Lavery.
 (juin 2023).
Si vous disposez d'ouvrages ou d'articles de référence ou si vous connaissez des sites web de qualité traitant du thème abordé ici, merci de compléter l'article en donnant les références utiles à sa vérifiabilité et en les liant à la section « Notes et références ».
John Lavery, né le 20 mars 1856 à Belfast et mort le 10 janvier 1941 à Kilkenny, est un peintre portraitiste irlandais. Avec William Orpen, il est l'un des grands artistes irlandais, témoins de la Première Guerre mondiale.

## Biographie
John Lavery reçoit une formation artistique à la Haldane Academy de Glasgow à la fin des années 1870, entre autres dans l'atelier de William Lionel Wyllie.

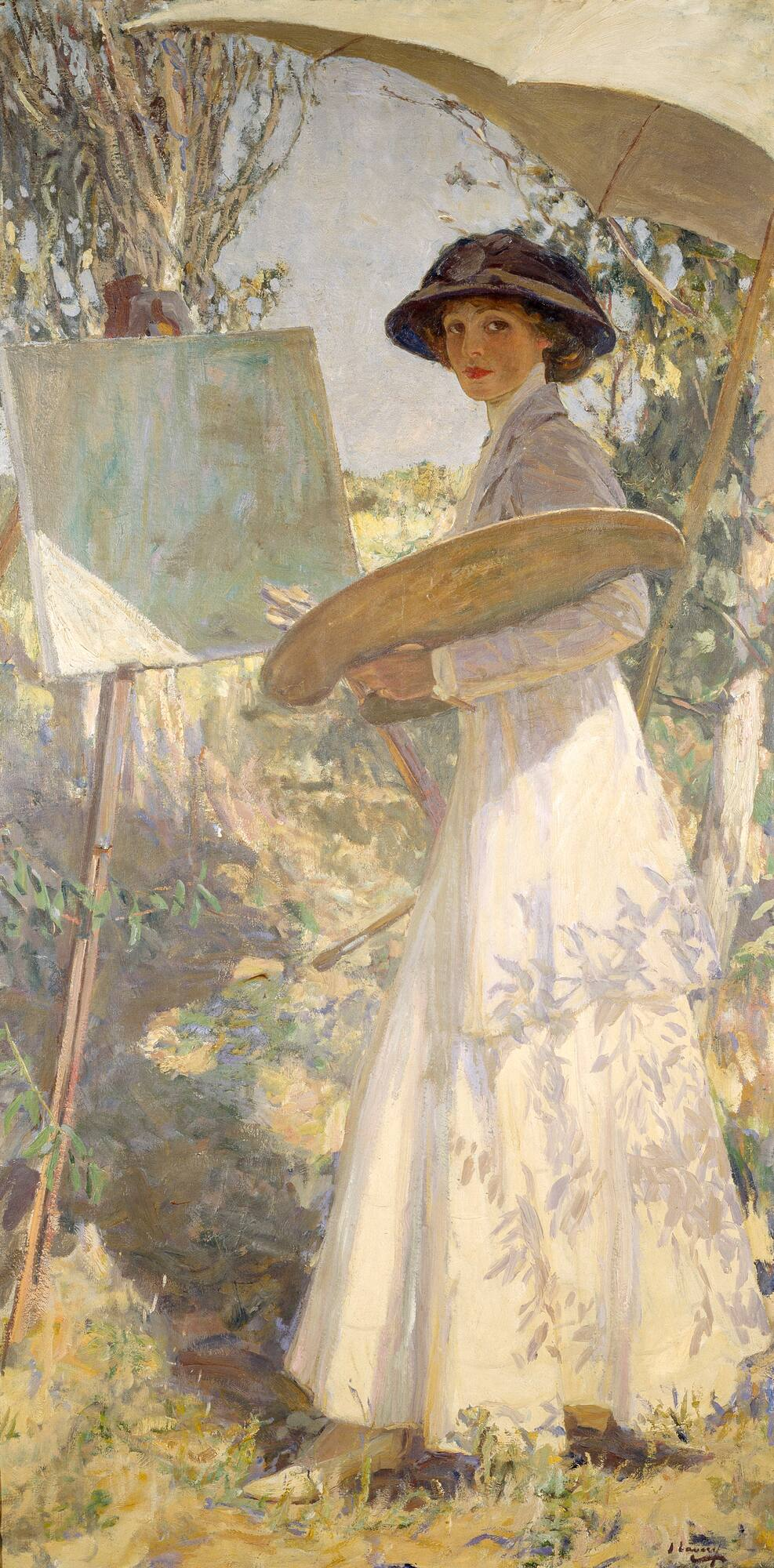
Mme Lavery esquissant, 1910.

John Lavery entreprend plusieurs séjours en France : d'abord à Grez-sur-Loing en 1883 où il rencontre le peintre Jules Bastien-Lepage, puis à Paris, en 1891, à l'Académie Julian, fréquentant les ateliers de William Bouguereau et Tony Robert-Fleury. Il présente quelques toiles au Salon de peinture et de sculpture de Paris.
En 1888, pour l'International Exhibition of Science, Art and Industry (en) de Glasgow, il reçoit commande d'un portrait de la reine Victoria visitant l'exposition. Ce portrait lance sa carrière et le jeune peintre part pour Londres où il exécute de nombreux portraits de personnalités de la haute société, ainsi que des paysages.
Il devient membre de la Glasgow School, aux côtés de James Guthrie et Alexander Ignatius Roche.
En 1897-1898, sollicité par Whistler, il rejoint la Société internationale de peinture et de sculpture dont il devient le vice-président en 1908. C'est la galerie de Georges Petit qui le représente à Paris. Il expose aussi à l'exposition annuelle du Royal Glasgow Institute of the Fine Arts.
Il épouse en 1889 Kathleen MacDermott, le couple a une fille, Eileen (1890–1935). Kathleen meurt de la tuberculose en 1891 et le peintre part pour un long séjour en Afrique du Nord, dont Tanger. En 1909, il épouse en secondes noces Ehe Hazel Martyn (1897–1935), également peintre sous le nom d'Hazel Lavery. Elle devient une source d'inspiration pour John qui la représente dans de nombreux portraits.
En 1911, il devient membre-associé de la Royal Academy of Arts de Londres.
En 1922, huit de ses oeuvres sont exposées à Paris lors de l'exposition d'art irlandais organisée au sein du Congrès de la Race Irlandaise. Ses oeuvres exposées représentent des politiciens irlandais en faveur de l'autonomie complète de l'Irlande. Deux des oeuvres exposées représentent des moments importants de la création de l'Irlande comme pays indépendant.
À l'instar du peintre irlandais William Orpen, il est commissionné pour être peintre de guerre au début de la Première Guerre mondiale, cependant que son séjour sur le font de l'Ouest tourne court, après un accident : blessé lors de l'attaque d'un Zeppelin, il retourne à Londres et peint essentiellement des navires et des avions de guerre.

## Distinctions
En 1918, il est nommé Knight Bachelor et en 1921, il est élu membre de la Royal Academy.

## Œuvres

Portraits
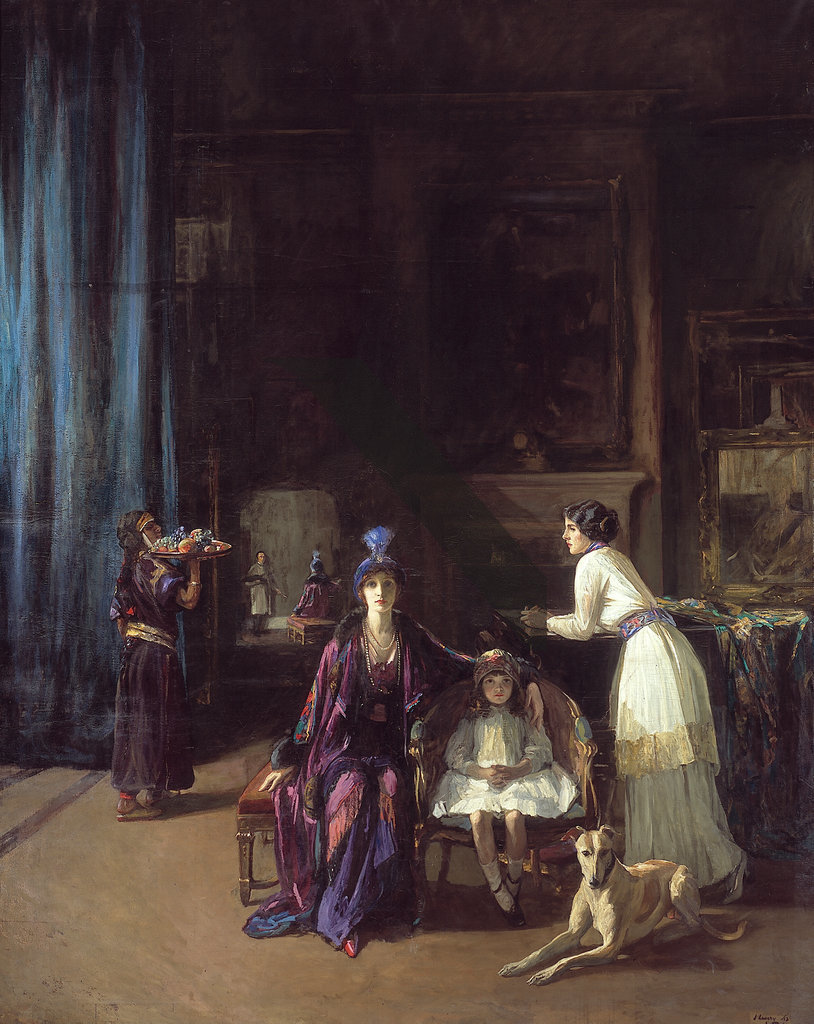
L'atelier de l'artiste, Lady Hazel Lavery avec sa fille Alice et sa belle-fille Eileen
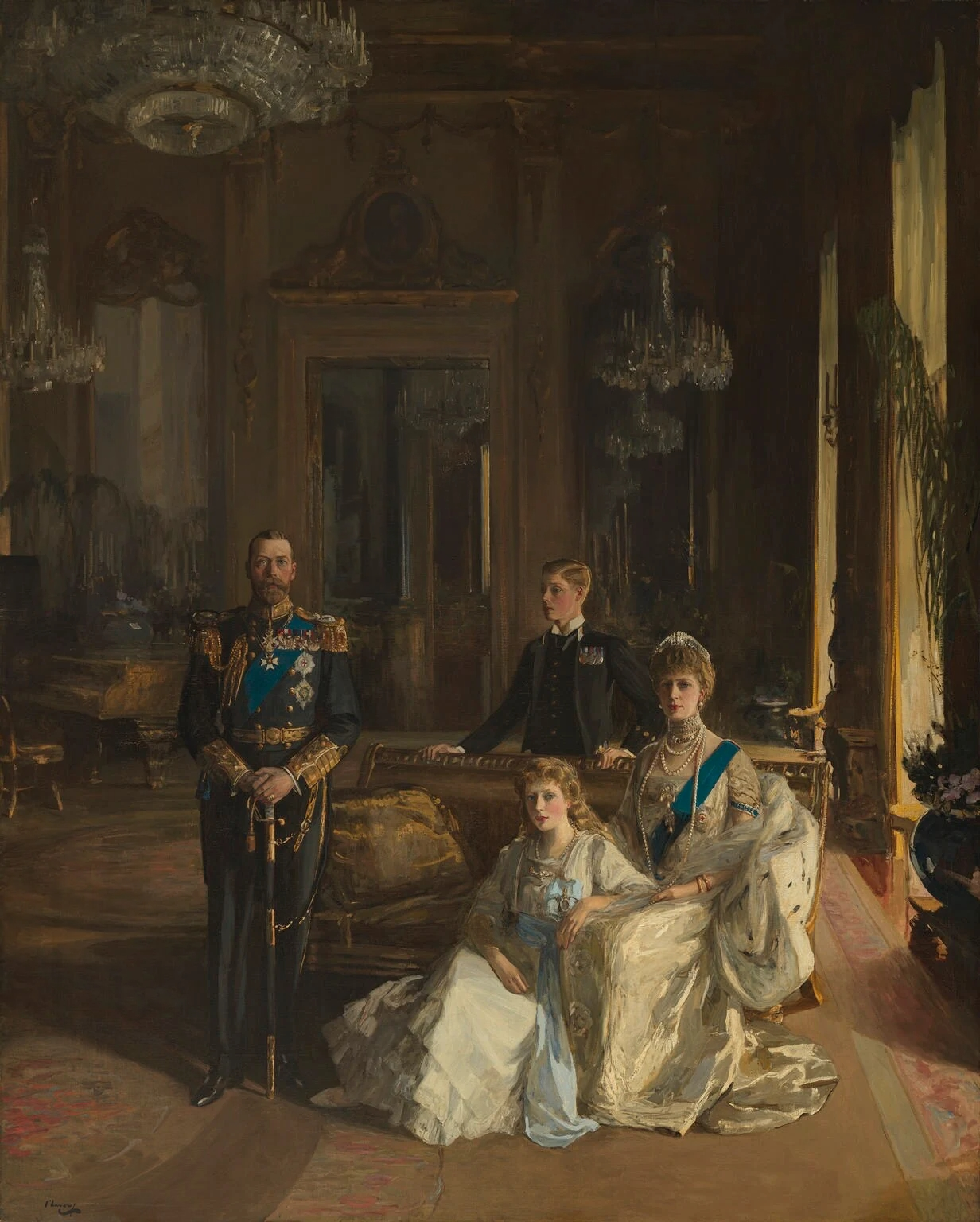
La famille royale au palais de Buckingham 1913
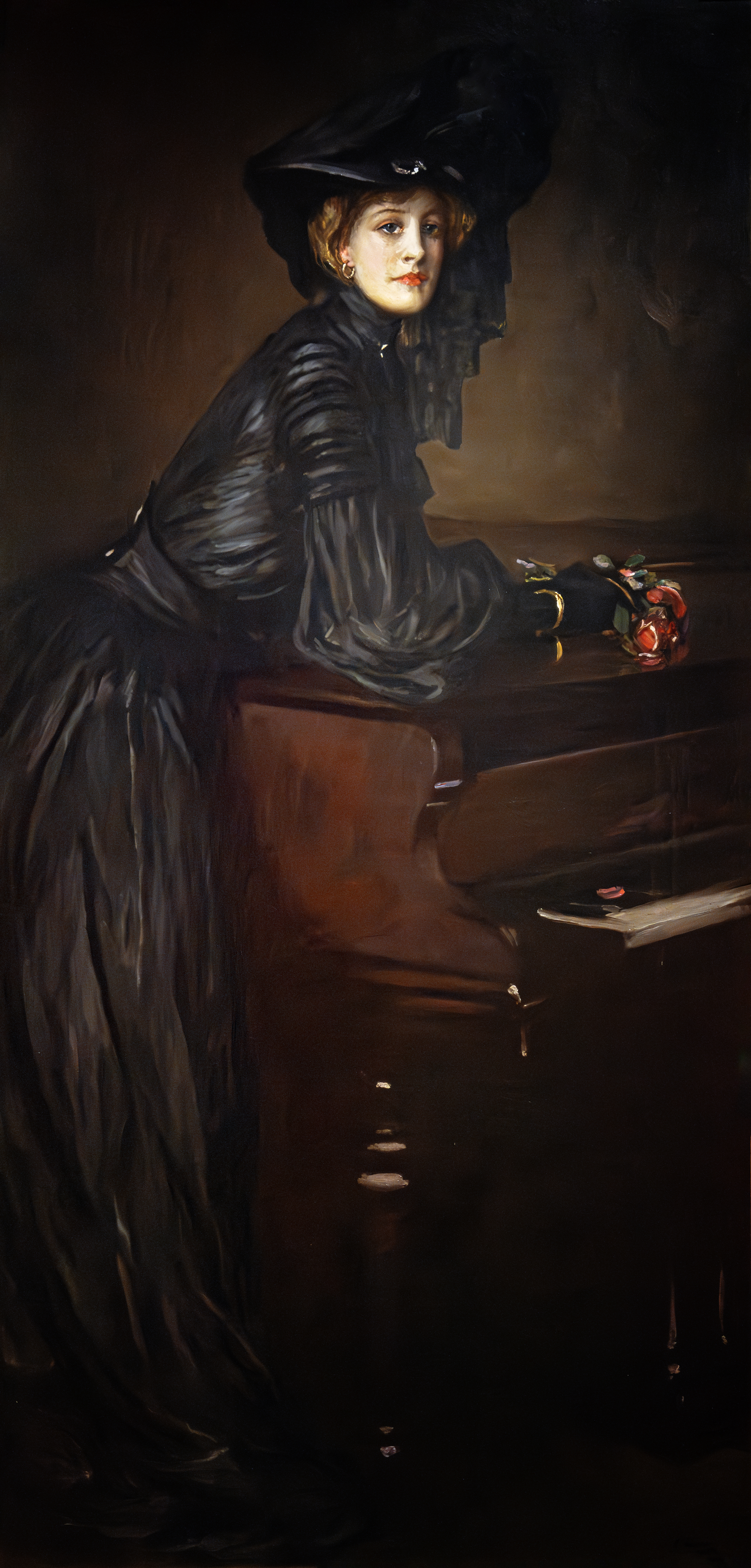
Polymnia 1932
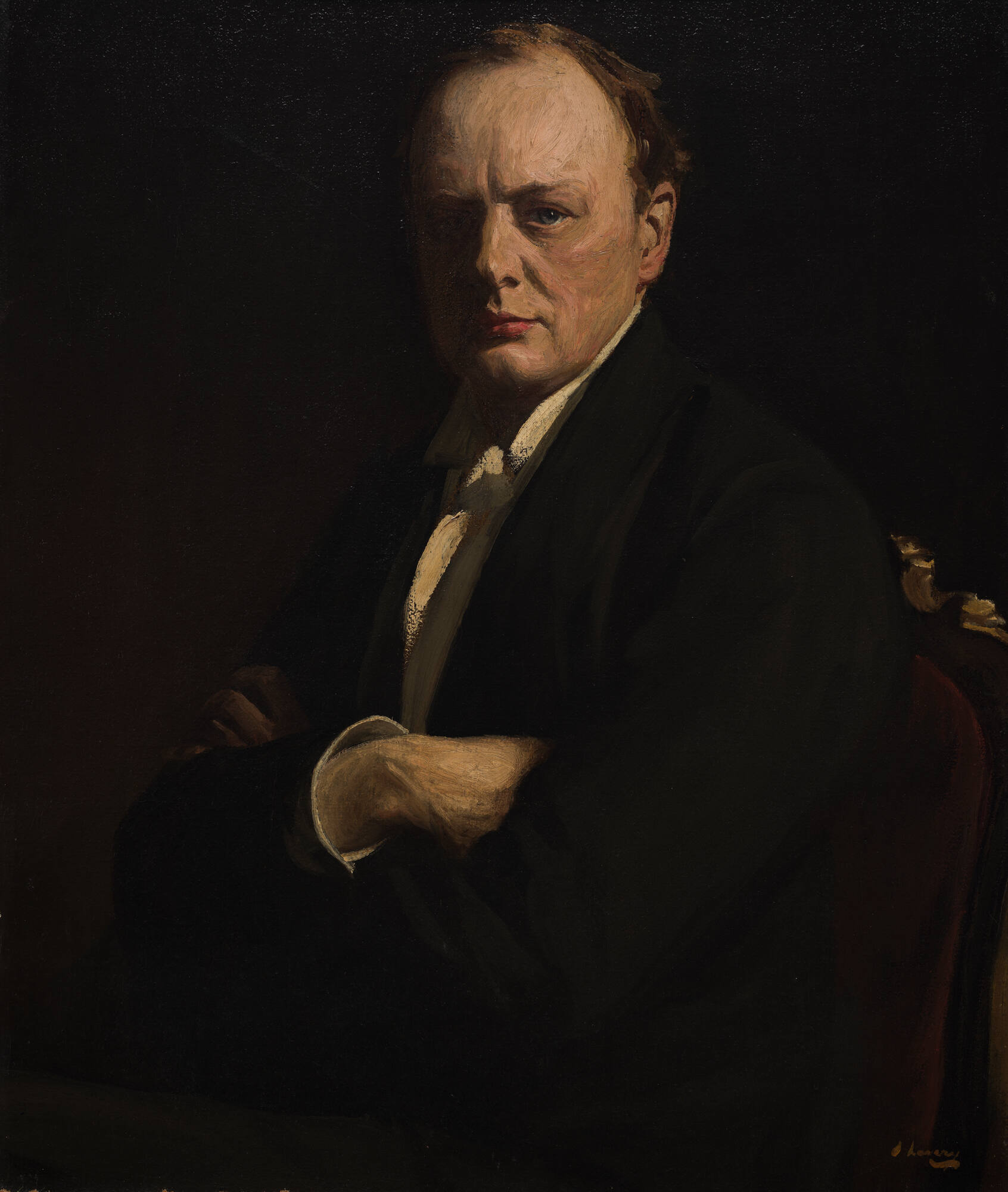
Sir Winston Churchill
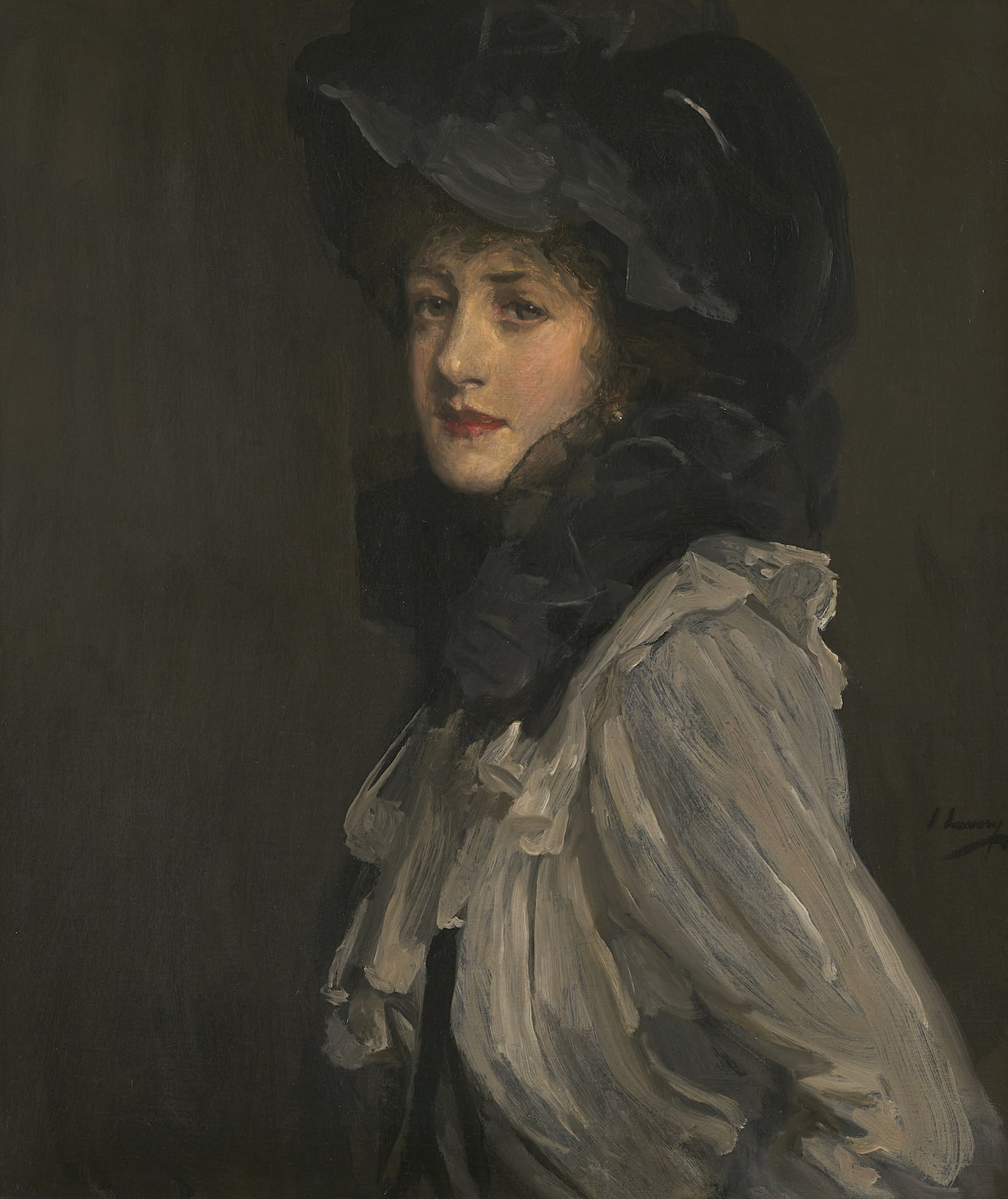
Dame en gris et noir
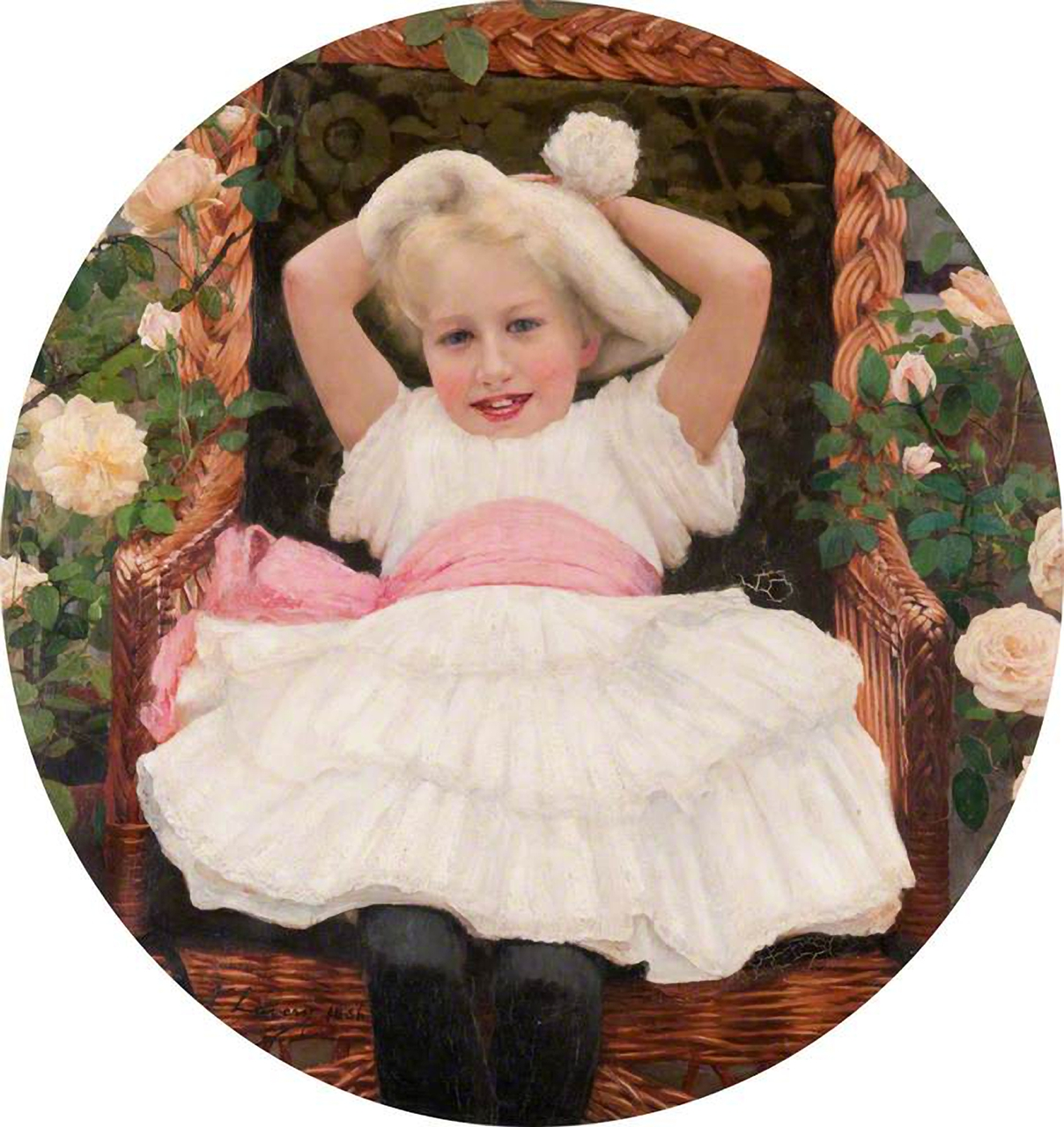
Alice Fulton
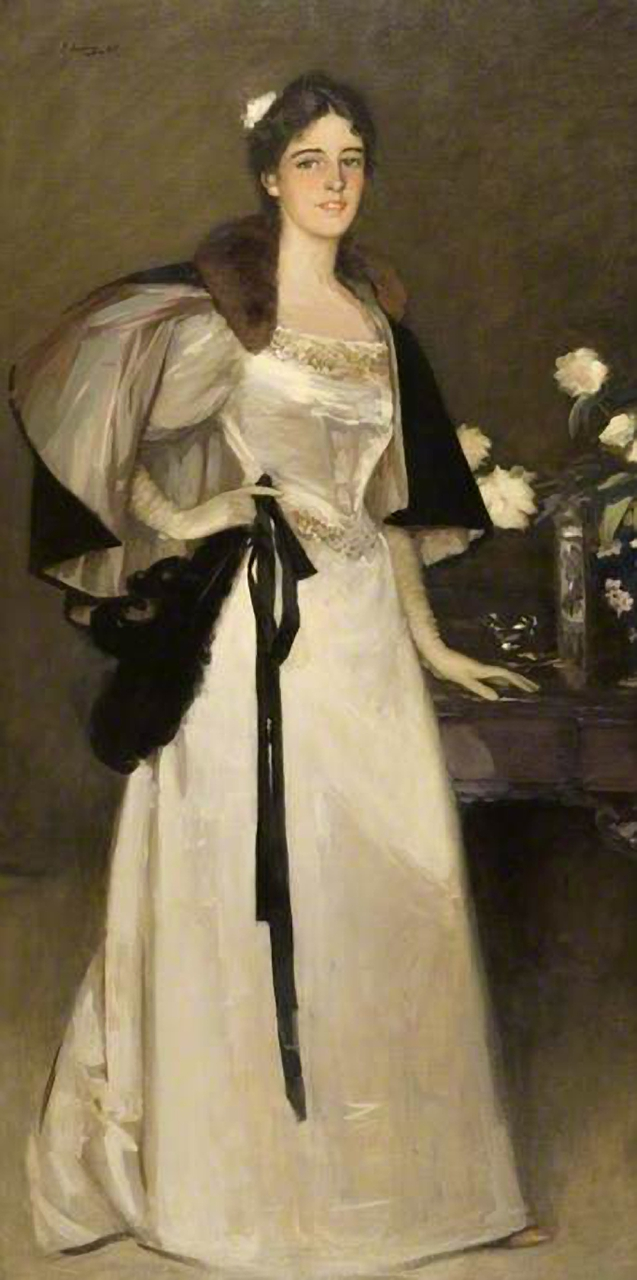
Miss Mary Burrell
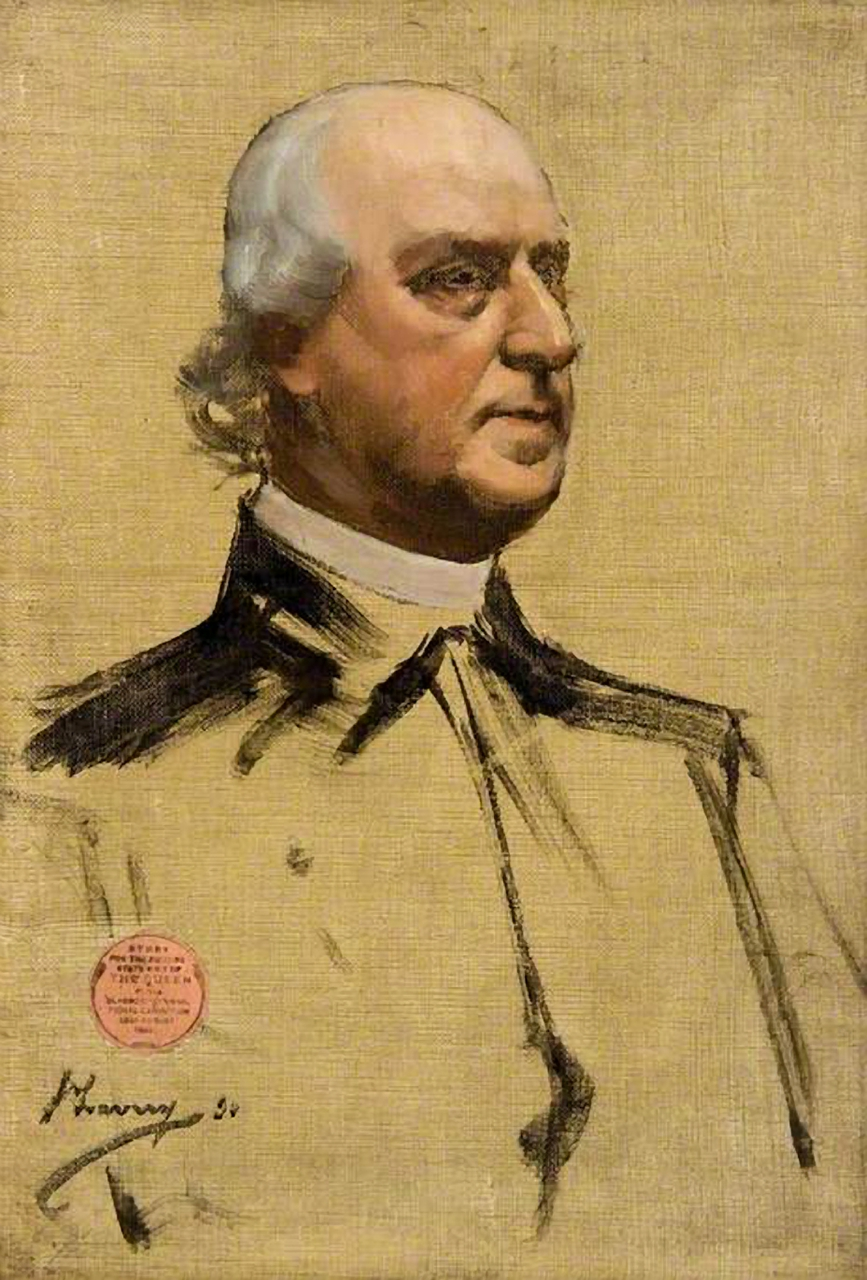
Archevêque Eyre
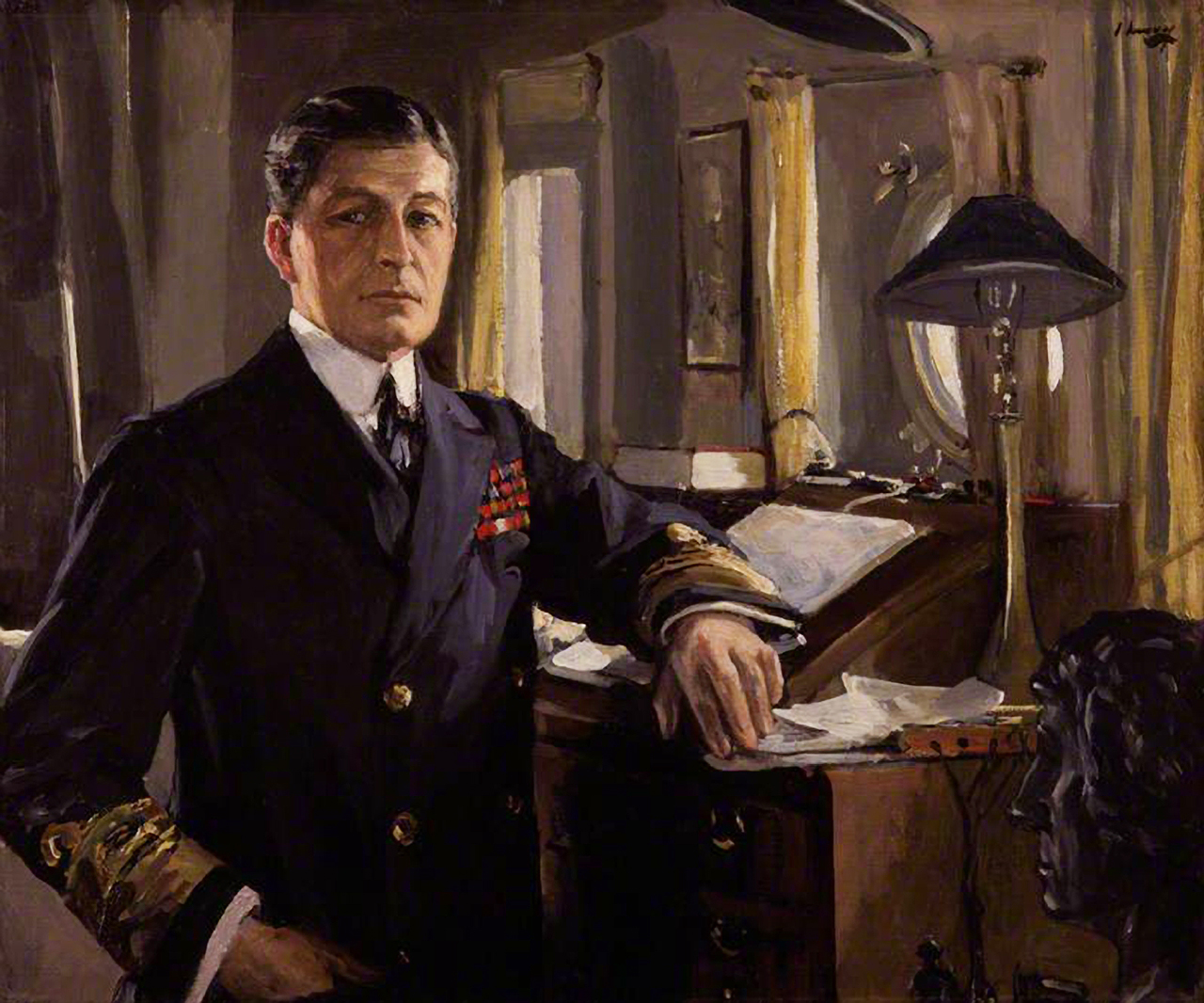
David Richard Beatty
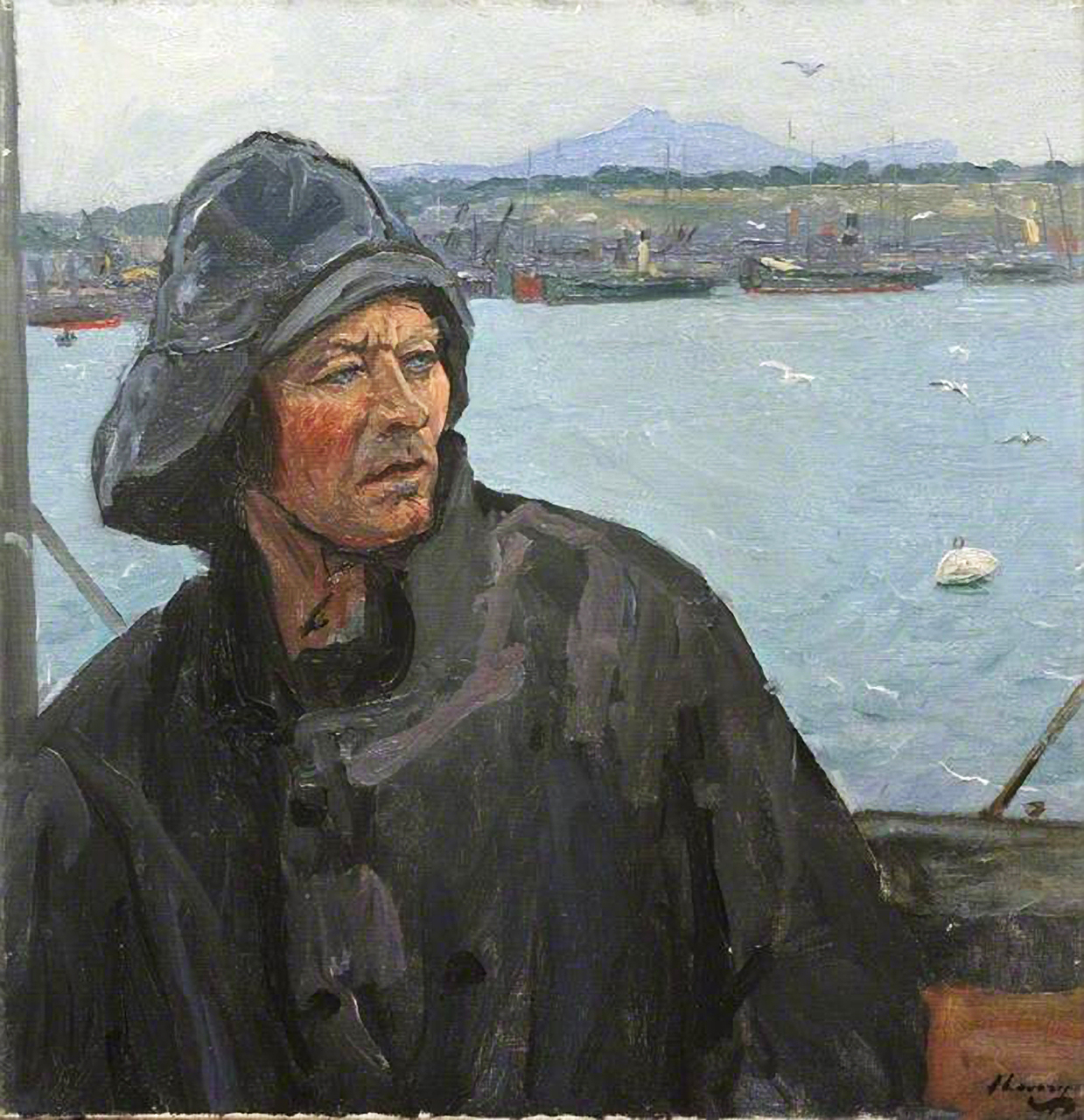
Marin en patrouille

Peintures de guerre
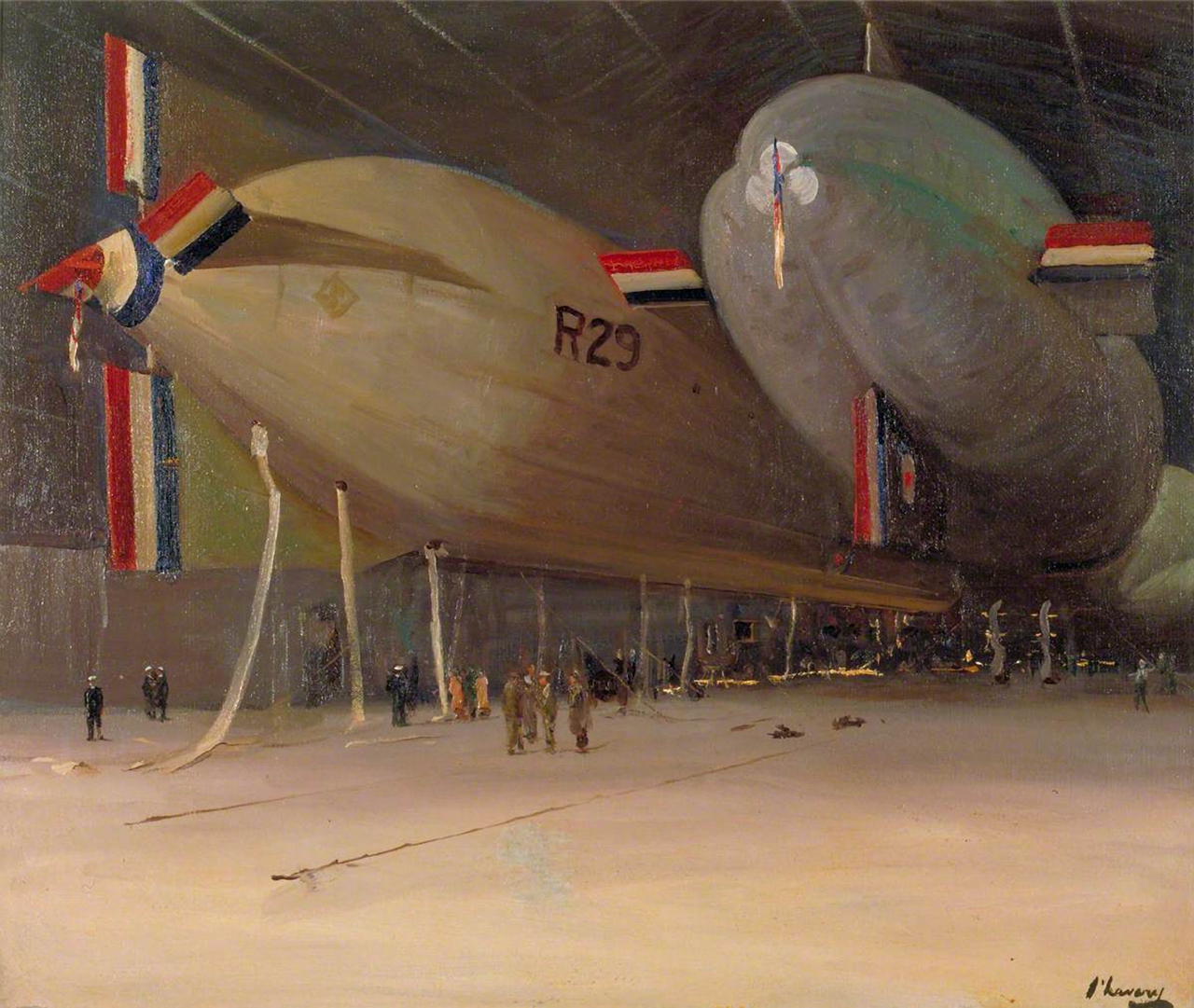
'Rigid 29' and 'NS 7' at East Fortune
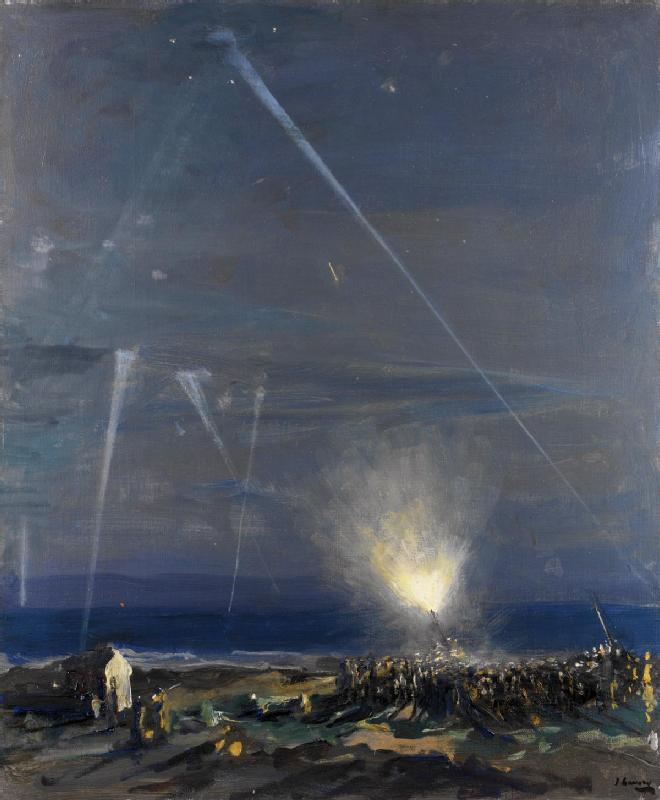
Défense côtière, Tyneside, 1917
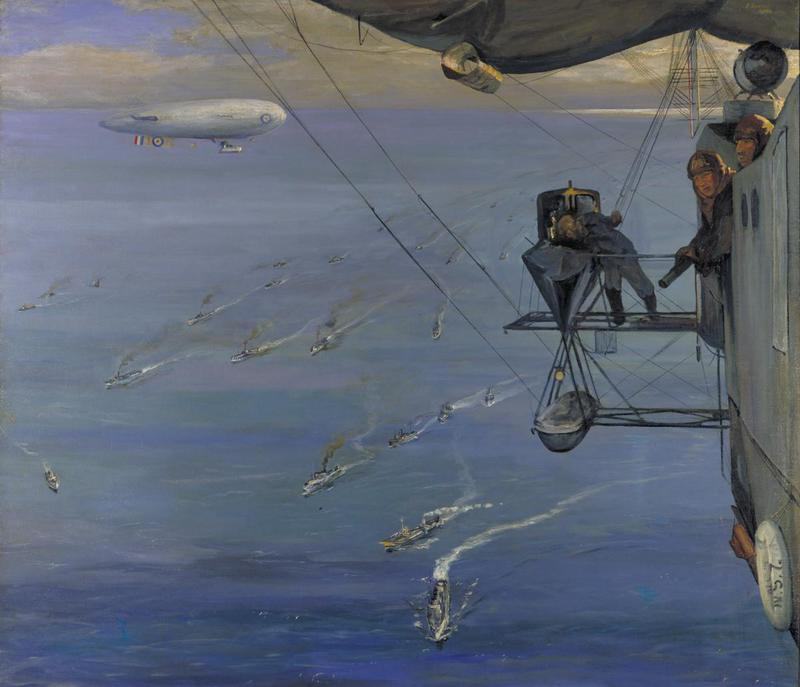
Un convoi en mer du Nord, 1918
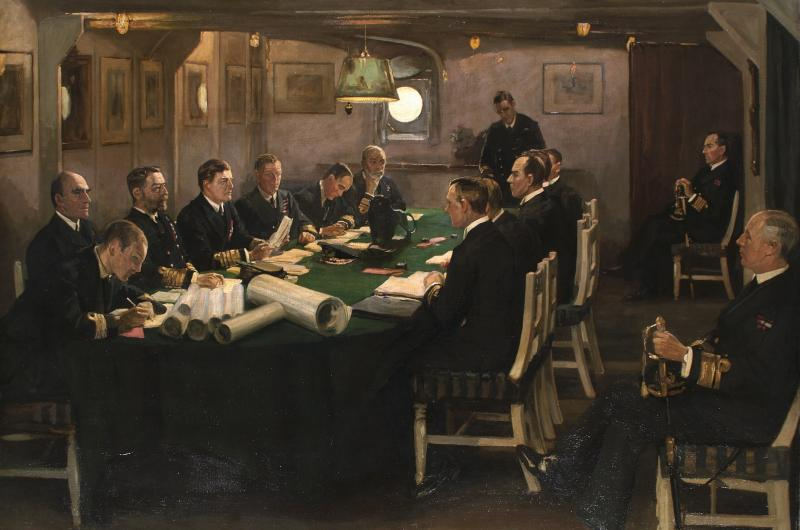
Capitulation allemande sur le HMS Queen Elizabeth (November 1918)
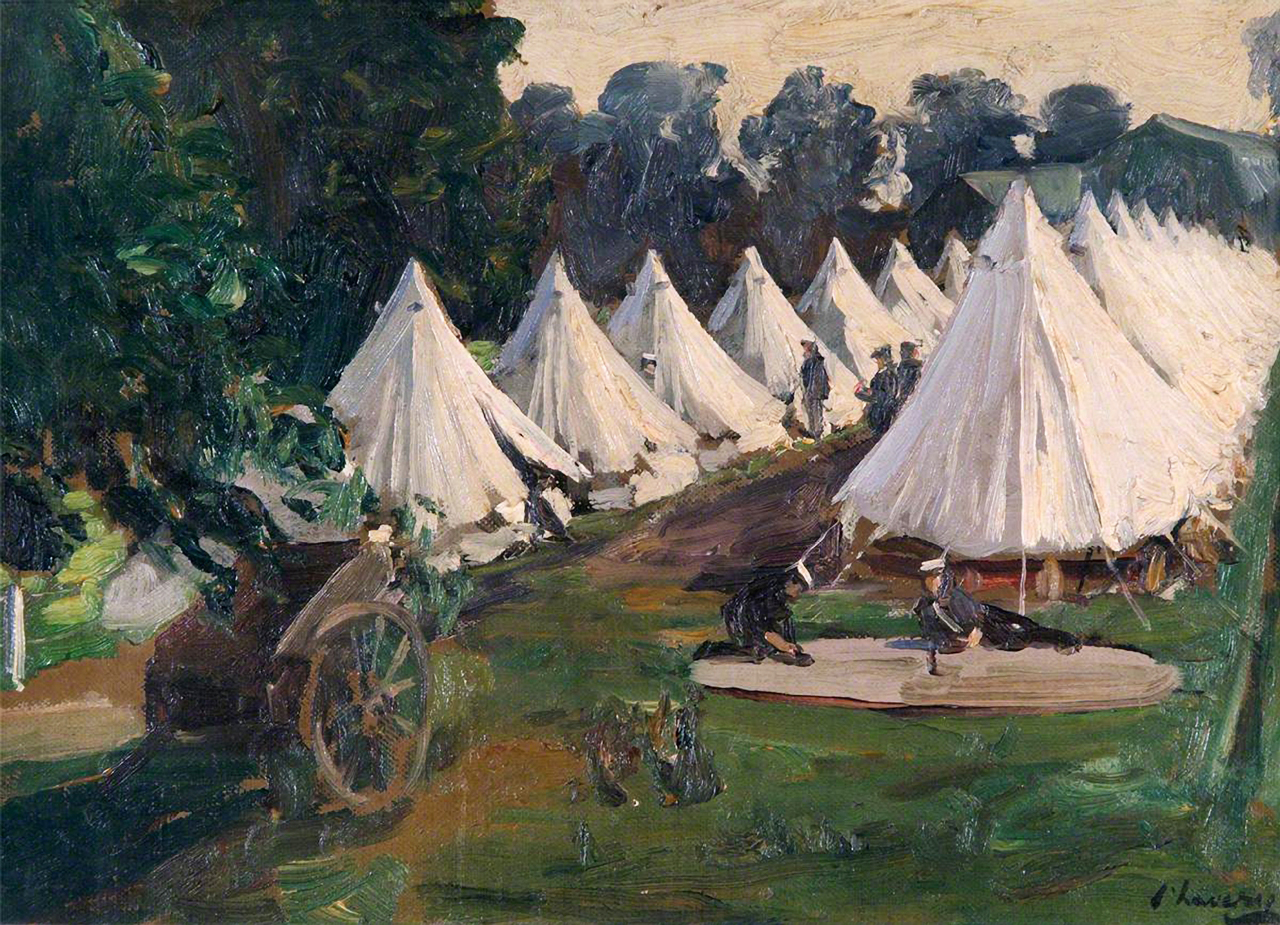
Campement
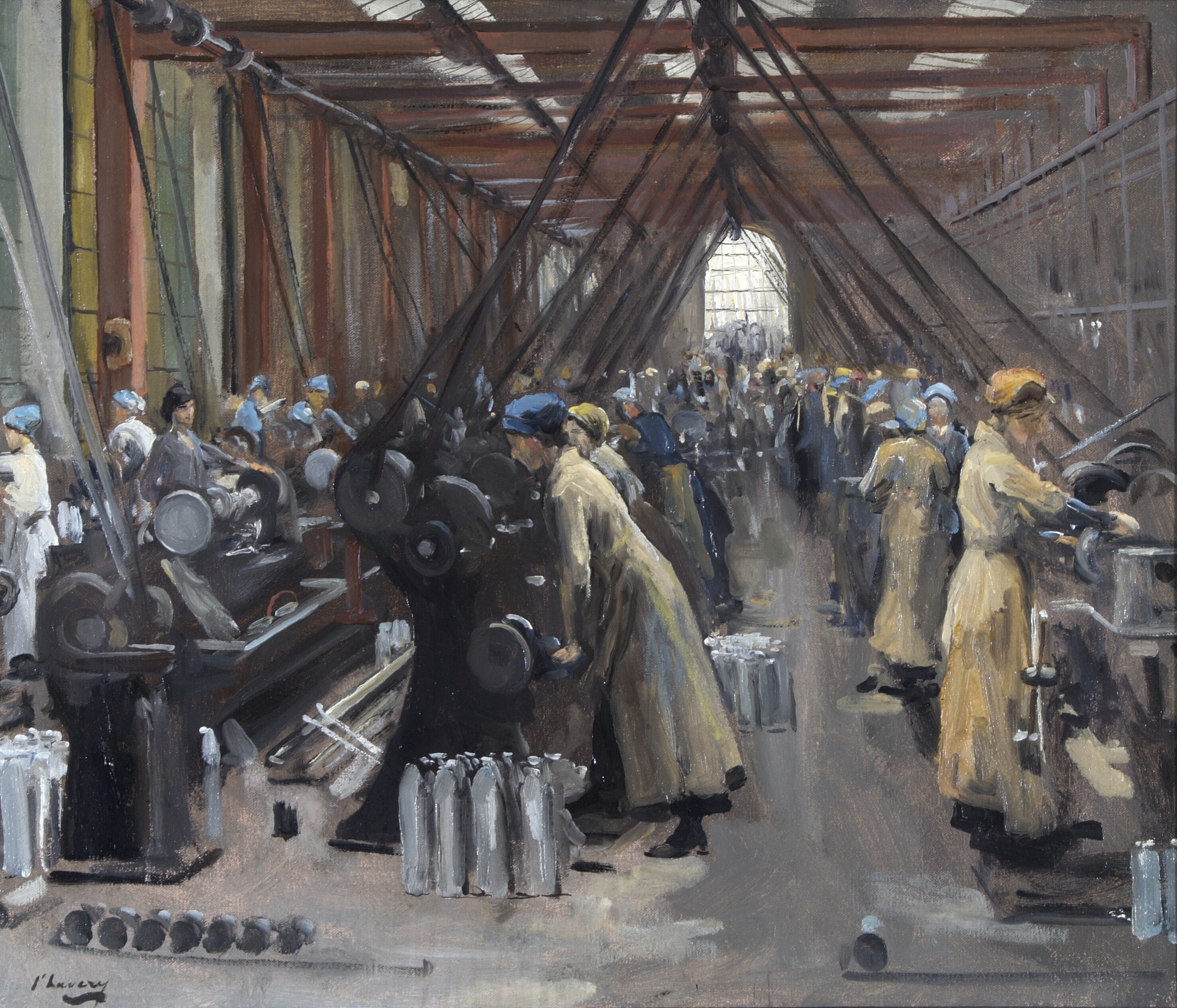
Fabrique de munitions
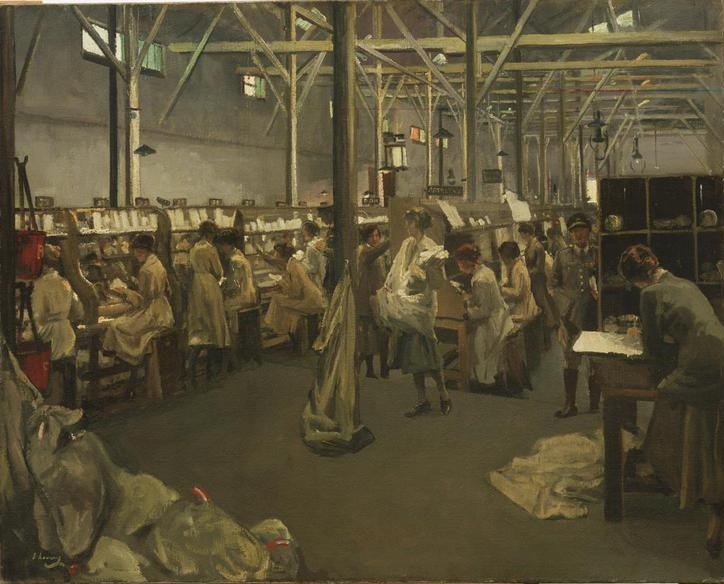
Service postal des armées

Vie publique
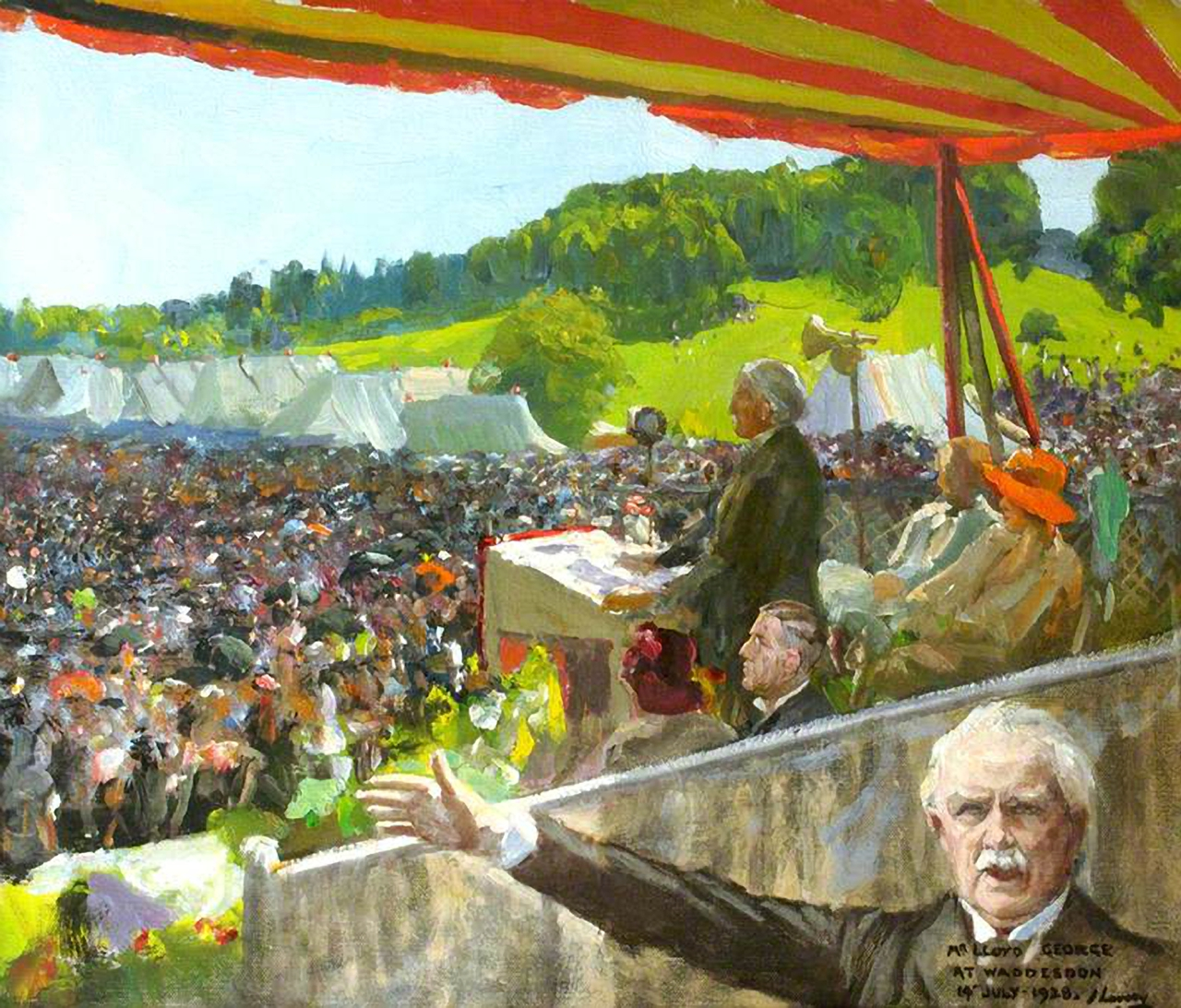
Rassemblement
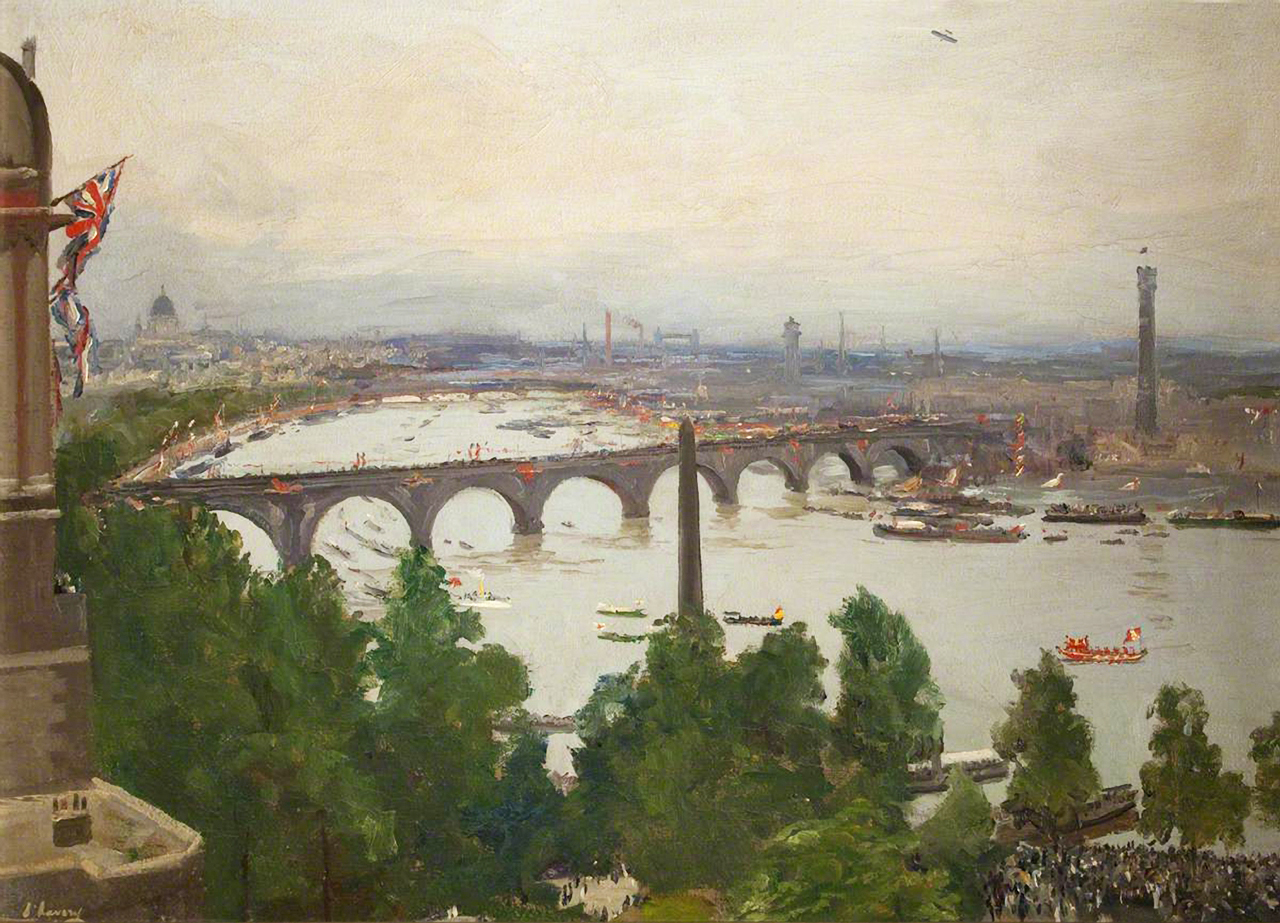
Régate
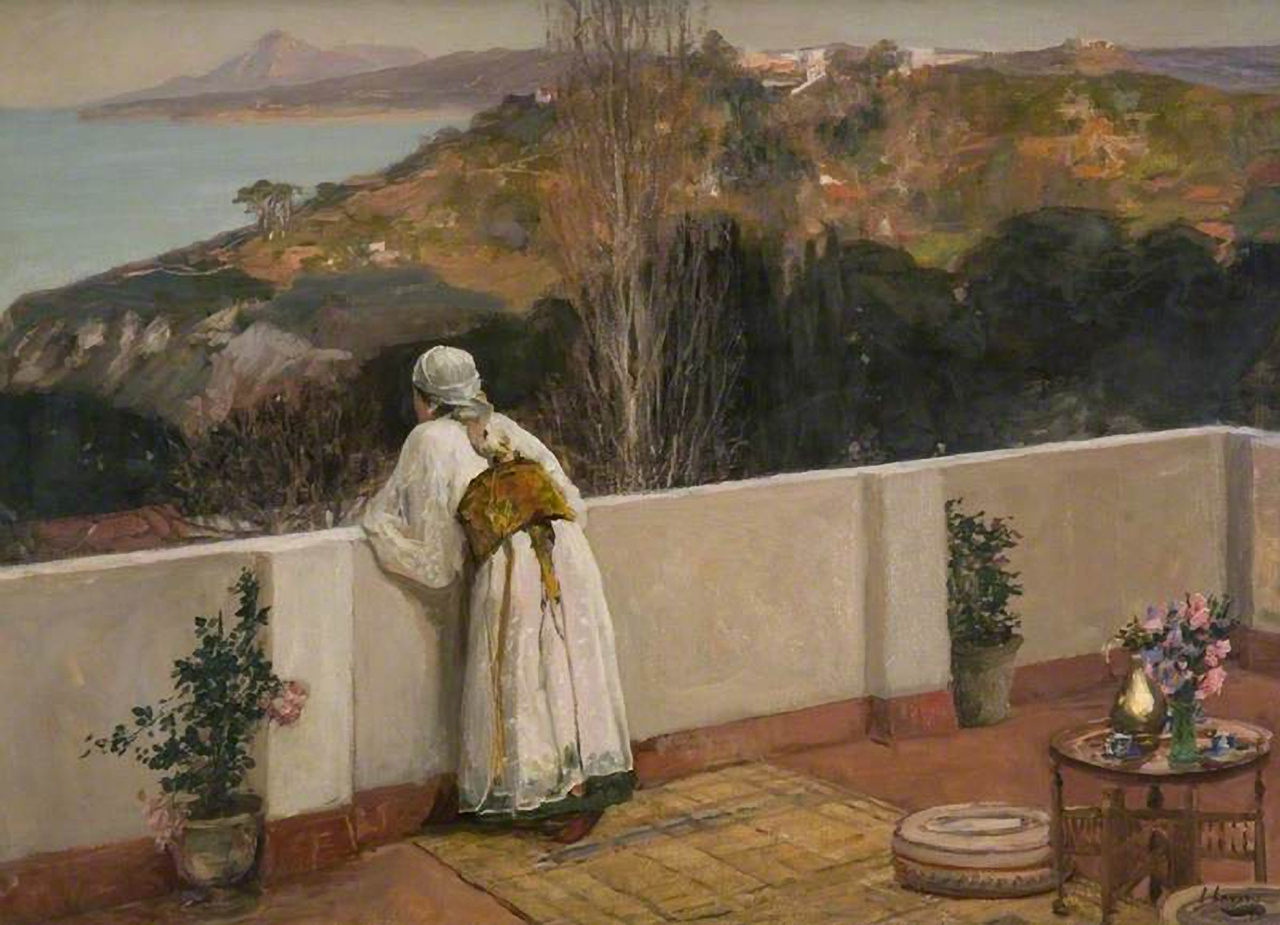
Soir à Tanger
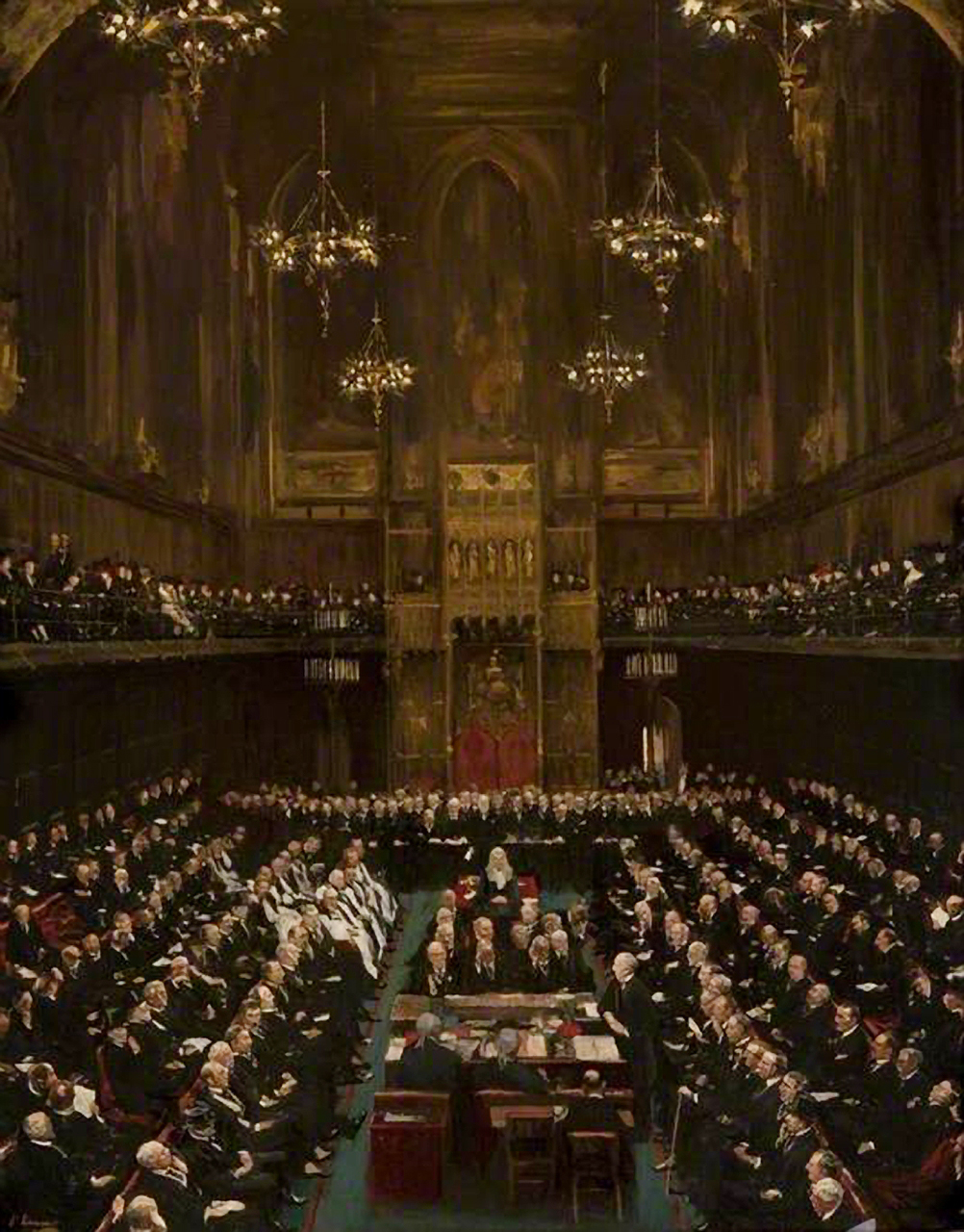
Parlement
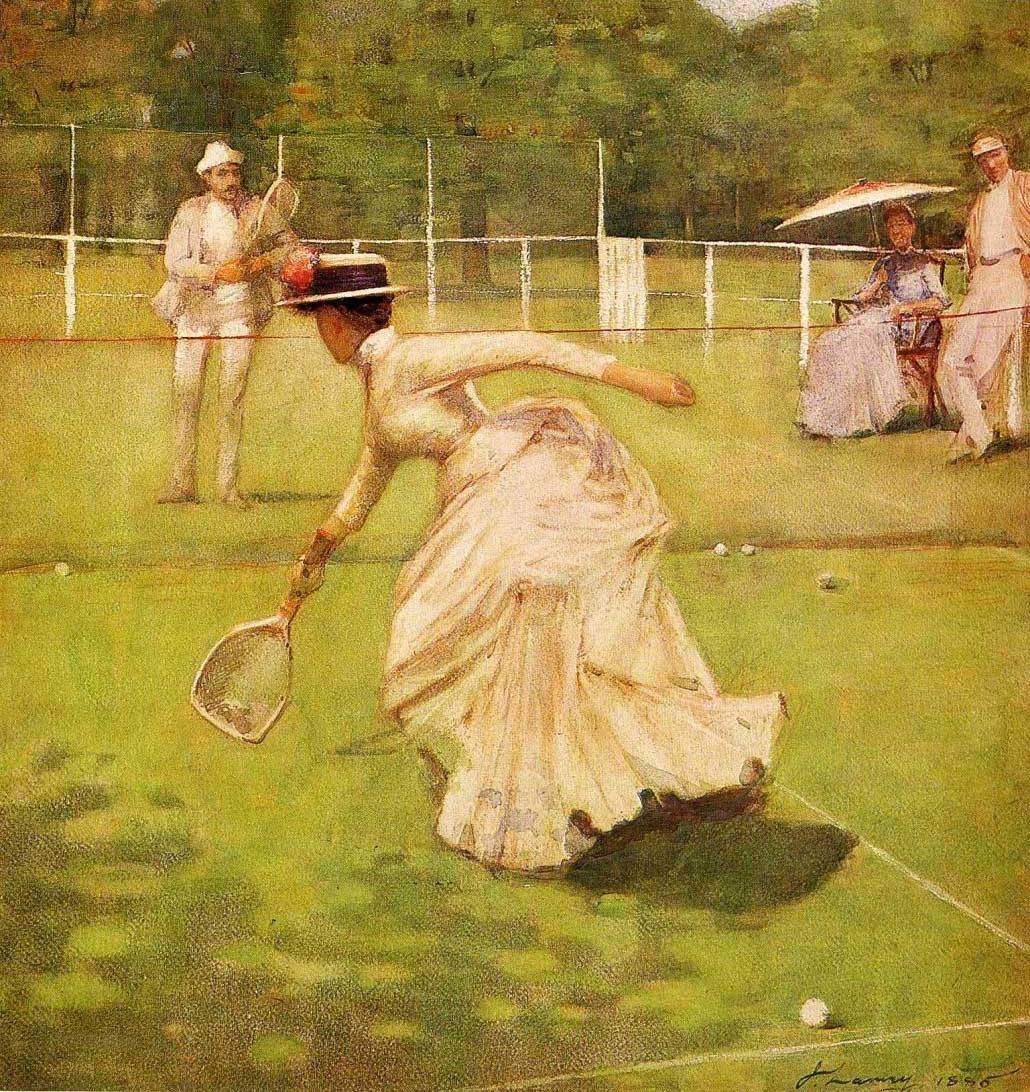
A Rally, 1885
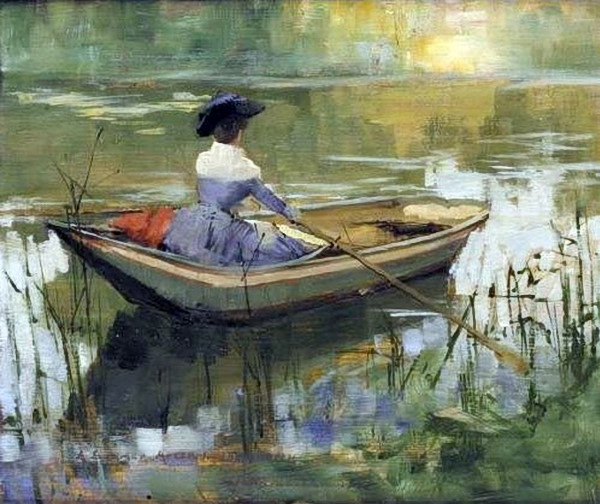
Une après-midi d'été
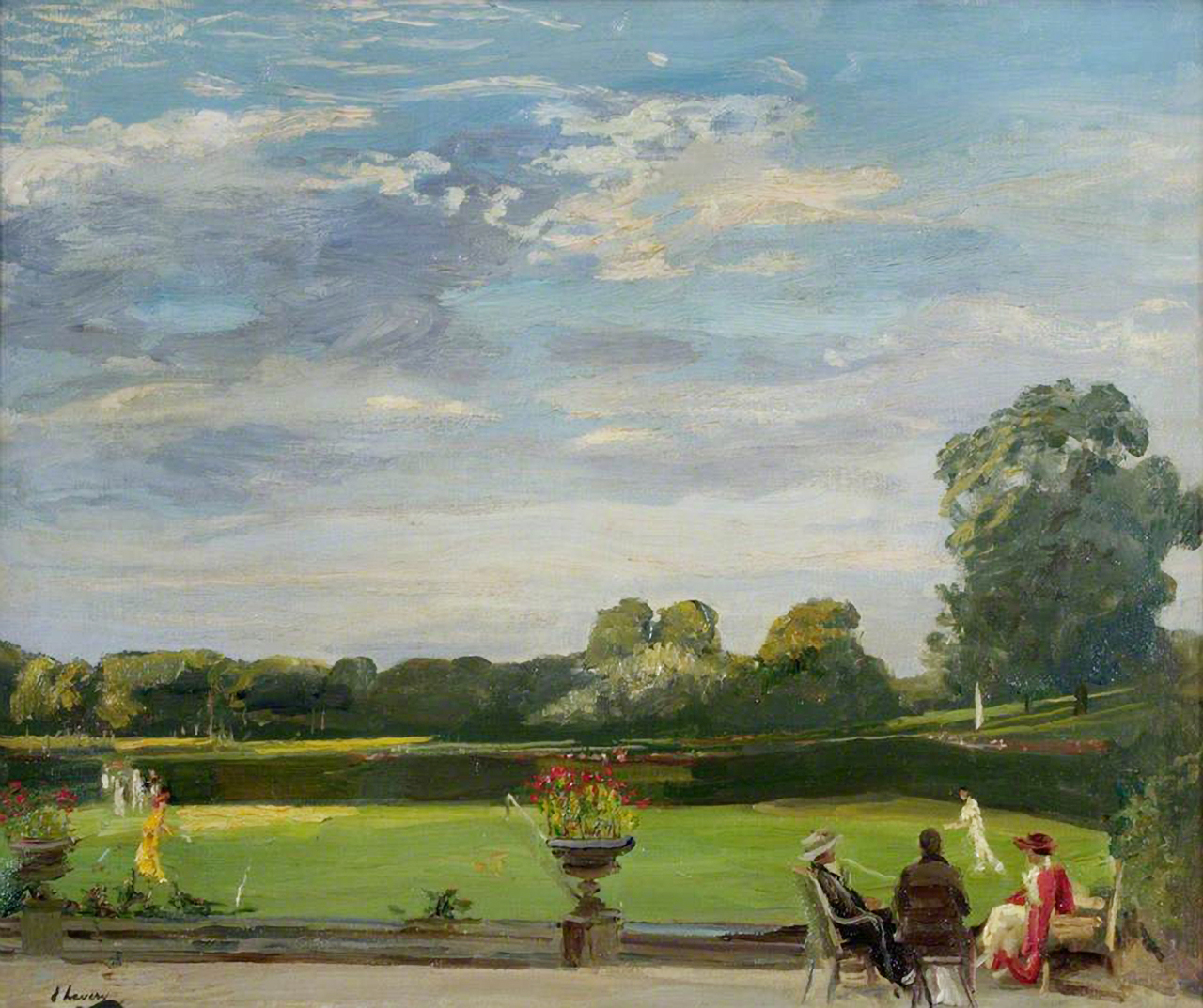
Tennis
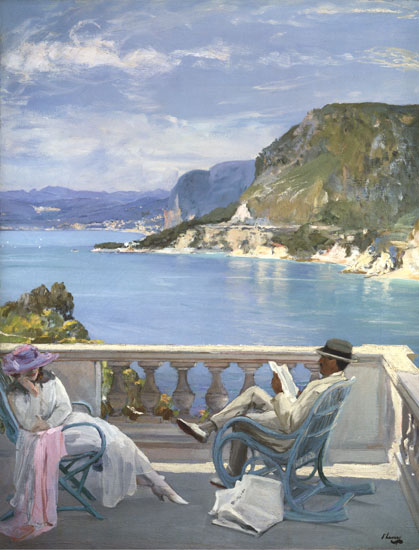
Sur la Côte d'Azur